# Cardamine gallaecica
Cardamine gallaecica är en korsblommig växtart som först beskrevs av M. Lainz, och fick sitt nu gällande namn av Rivas Mart. och Izco mart. et Izco. Cardamine gallaecica ingår i släktet bräsmor, och familjen korsblommiga växter. Inga underarter finns listade i Catalogue of Life.